# ميليكوفيشي
ميليكوفيشي (السيريلية : Миљковићи) هي مدينة في البوسنة والهرسك. وهي تقع في بلدية فليكا كلادوشا التابعة لكانتون يونا-سانا في اتحاد البوسنة والهرسك. طبقا لنتائج التعداد السكاني للبوسنة عام 2013، فقد كان عدد سكانها 2,793 نسمة.

## التركيبة السكانية

### التطور التاريخي للسكان
| 1961 | 1971 | 1981 | 1991 | 2013 |
| ---- | ---- | ---- | ---- | ---- |
| 927  | 969  | 1894 | 2622 | 2793 |

## وصلات خارجية
- (بالإنجليزية) Maplandia